# Giardini Marqueyssac
I giardini Marqueyssac si trovano a Vézac, nel dipartimento francese della Dordogna (regione dell'Aquitania).

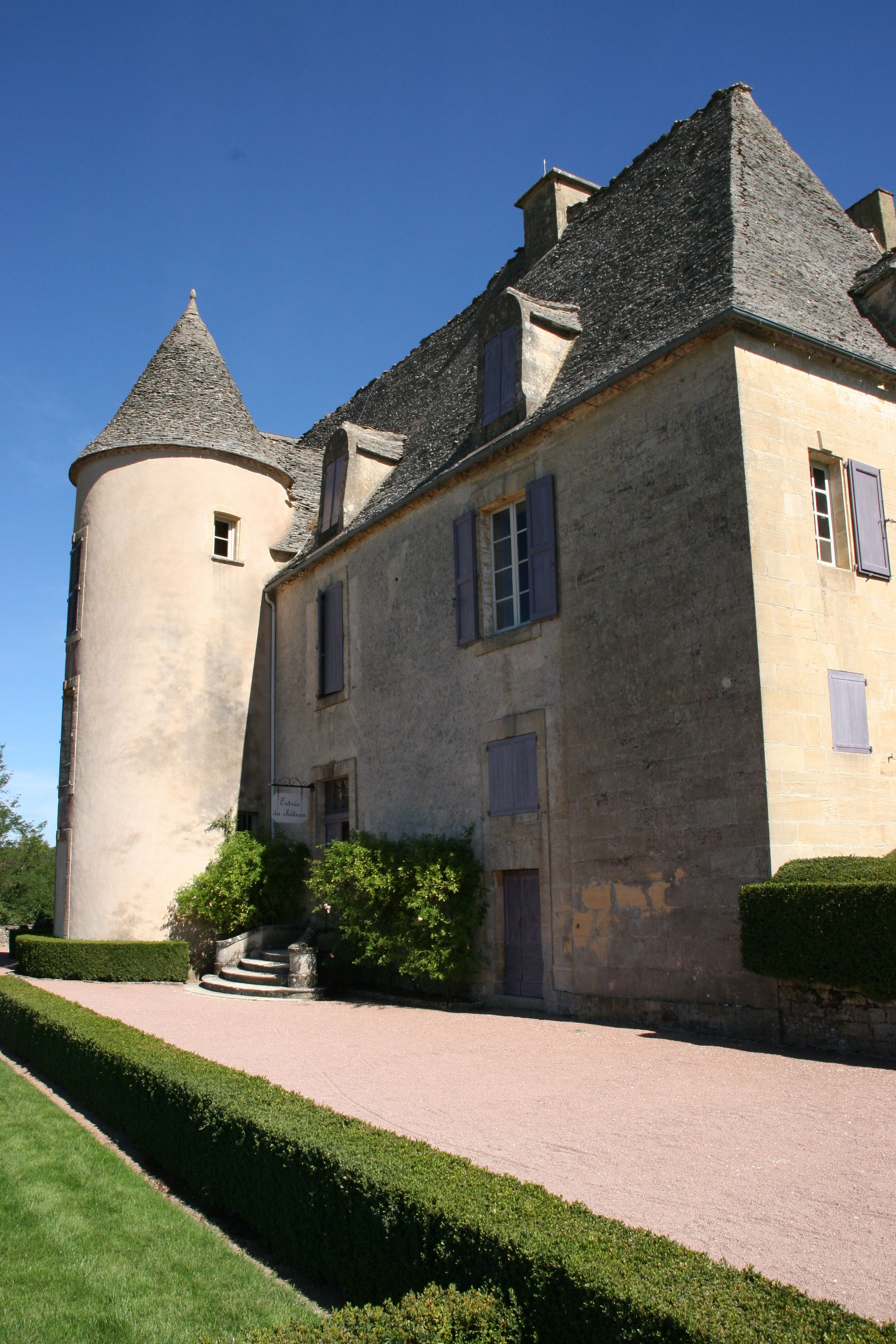
Il Castello di Marqueyssac

Il castello di Marqueyssac è un sito privato che proviene da una storia familiare risalente al XVII secolo, mentre i giardini Marqueyssac sono un esempio di giardino romantico del XIX secolo.
La tenuta si estende su 22 ettari e include viottole fiancheggiate da bossi secolari, giardini con rocce, cascate e teatri nel verde.
L'aspetto del giardino con i suoi sentieri sinuosi è tipico dello sviluppo del gusto della Francia sotto Napoleone III.
I messaggi ben illustrati forniscono concise informazioni sulle principali specie animali e vegetali che si incontrano.
Ogni anno vengono organizzate sul sito diverse manifestazioni: “La grande caccia alle uova pasquali” il pomeriggio della domenica e del lunedì di Pasqua, la “Festa dei giardini” ogni prima domenica del mese di giugno, e infine le “Soirées aux chandelles” (serate al lume di candela) tutti i giovedì sera di luglio e agosto, in cui i giardini saranno illuminati da duemila candele.
Costruito su uno sperone roccioso, il parco si affaccia sulla valle: dal belvedere della Dordogna, 130 metri sopra il fiume omonimo, si estende un panorama sul Périgord, i suoi castelli e borghi come Beynac-et-Cazenac, Fayrac, il castello di Castelnaud, Roque-Gageac Domme.

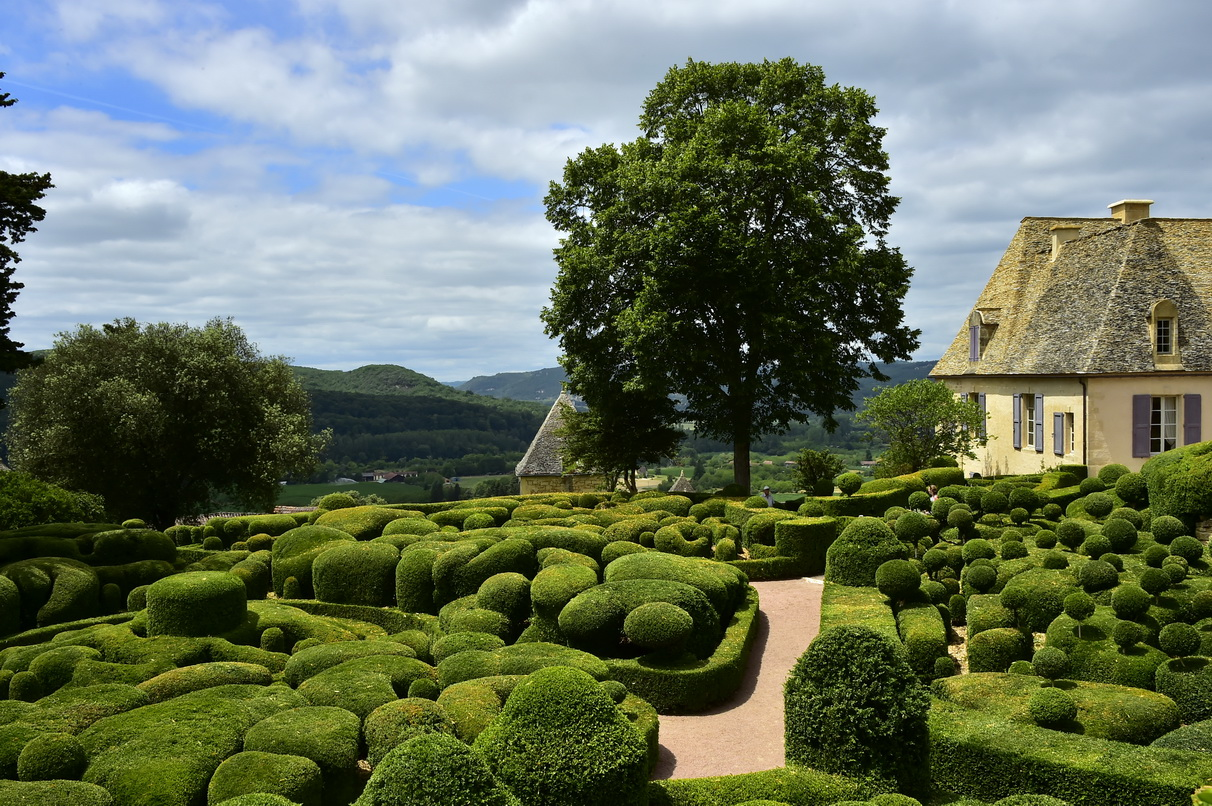
Jardins de Marqueyssac e Castello

## Galleria d'immagini

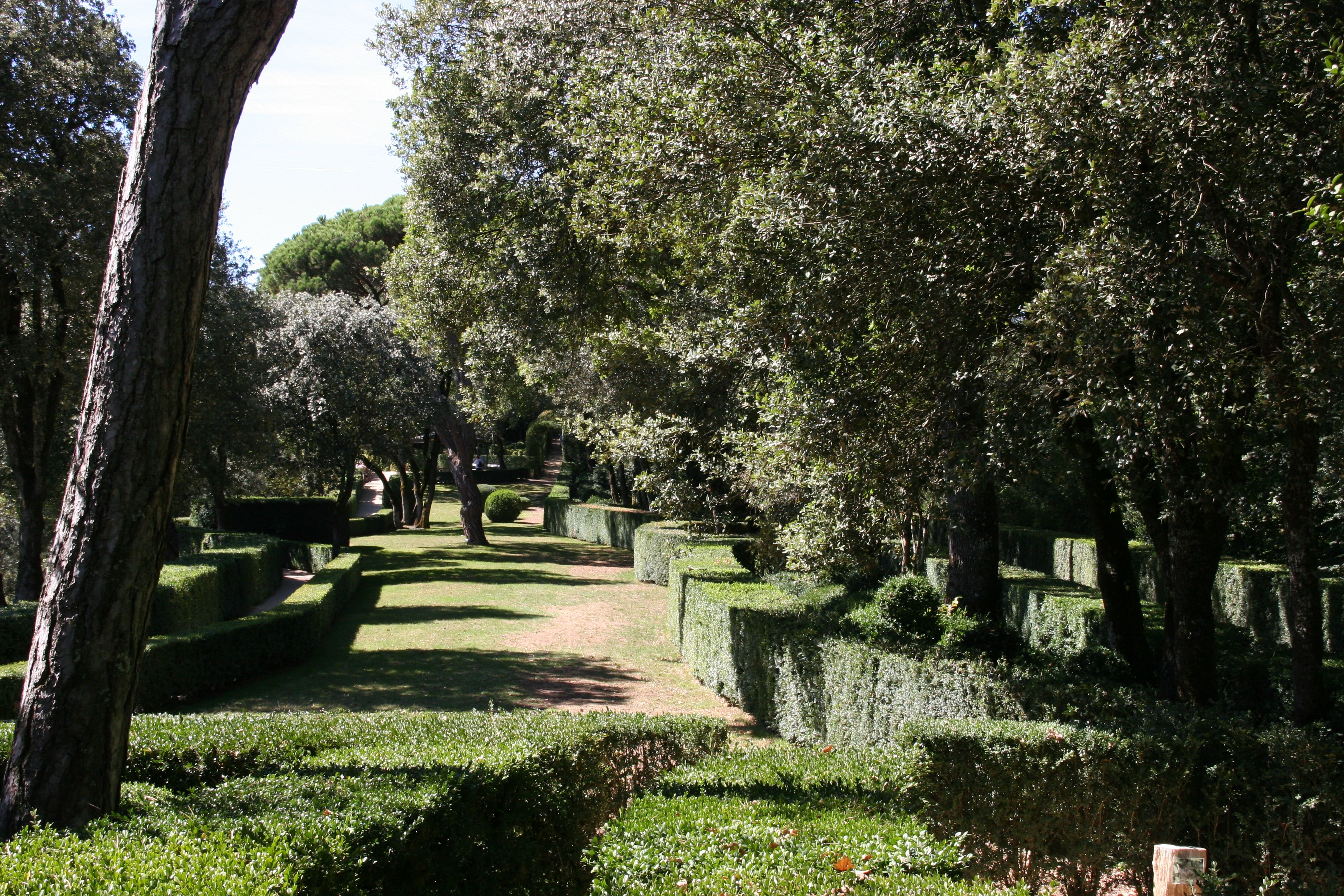
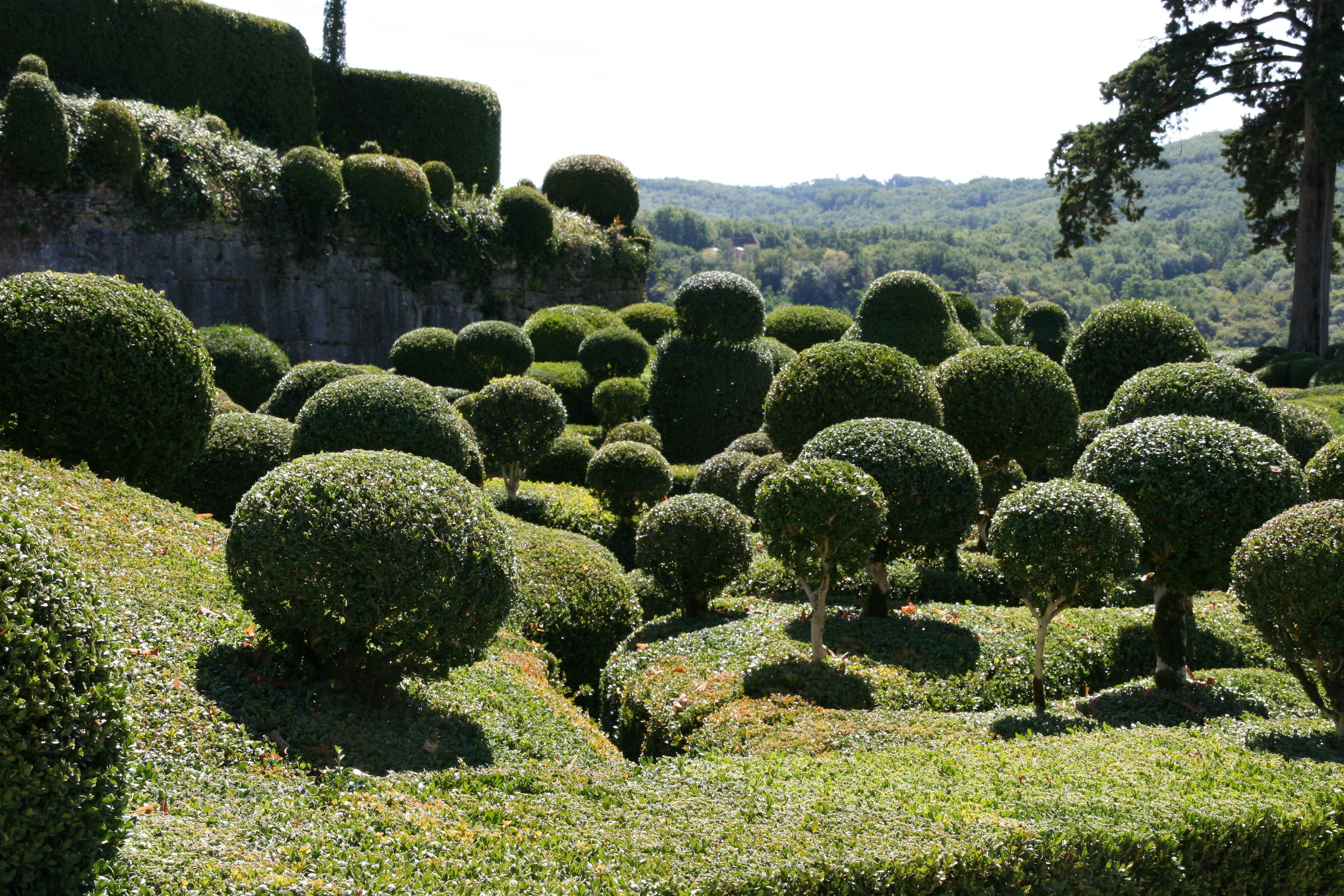
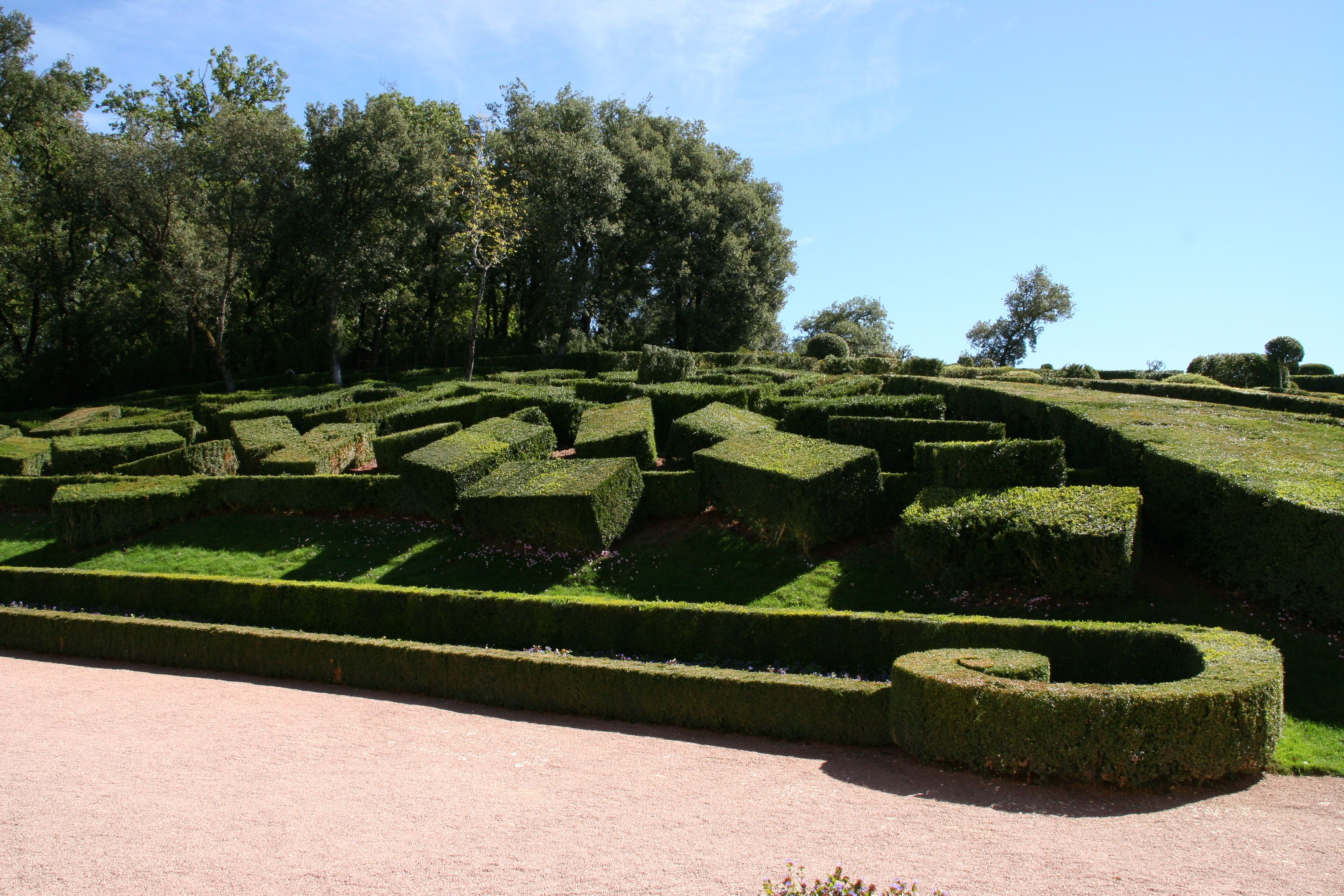
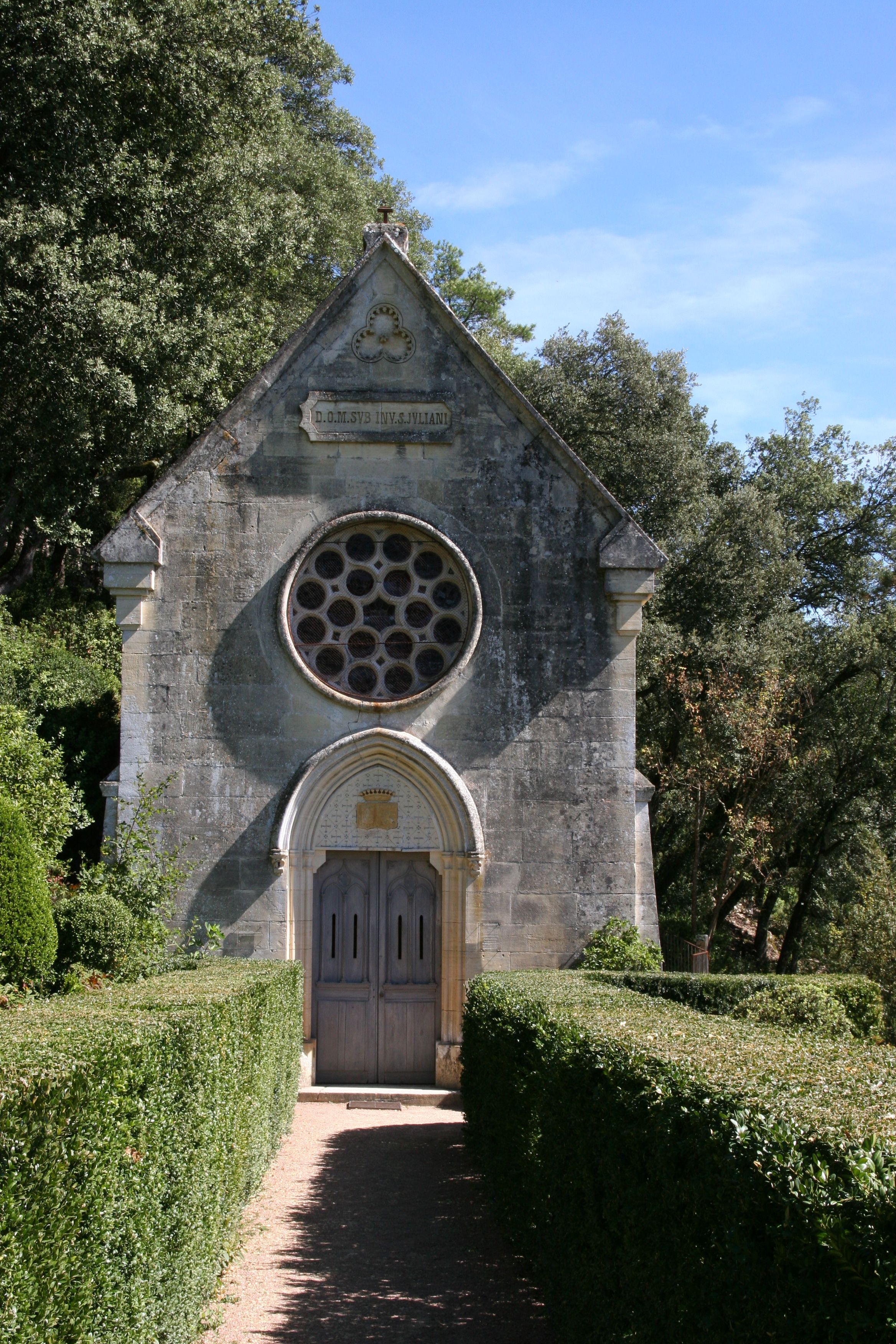
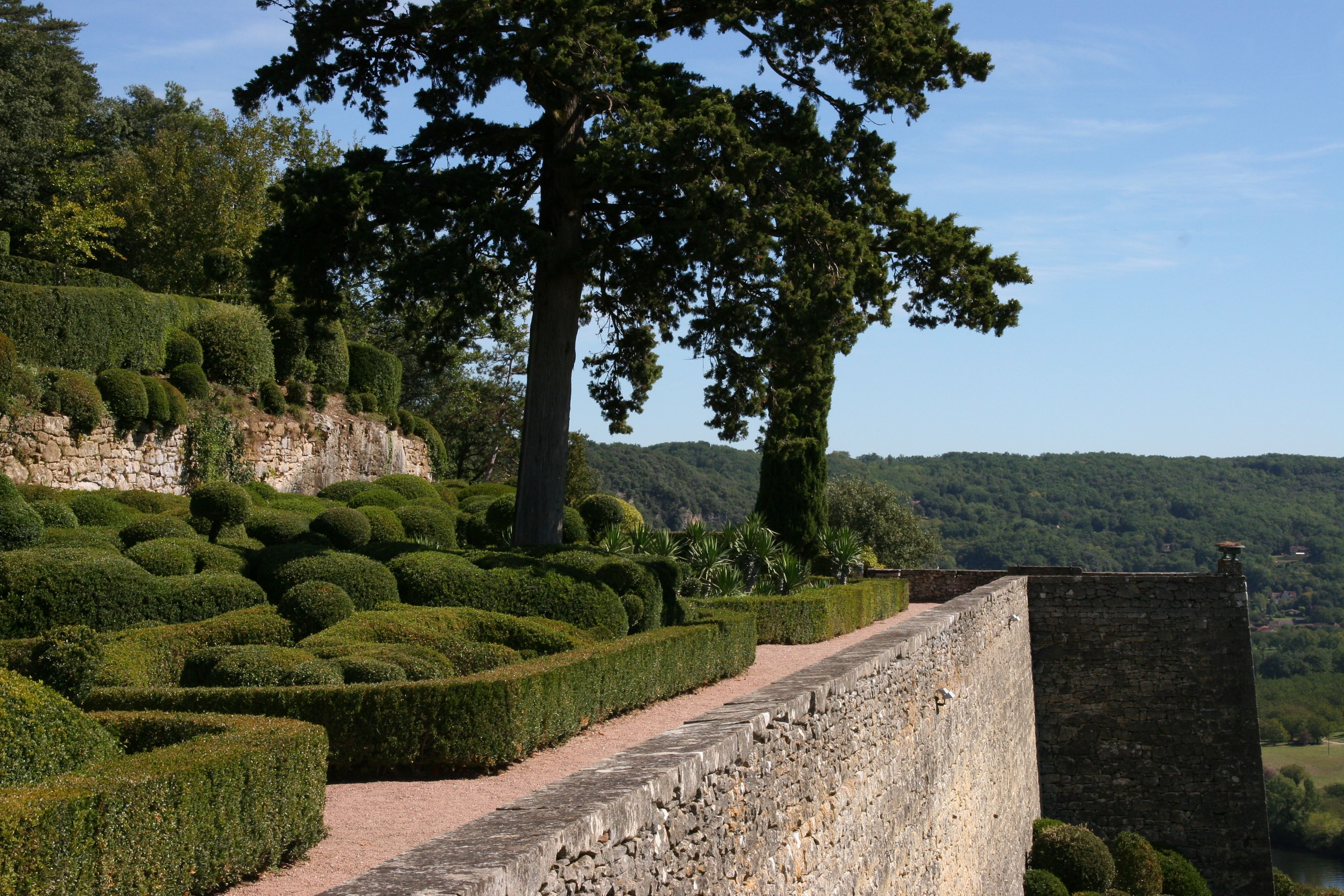
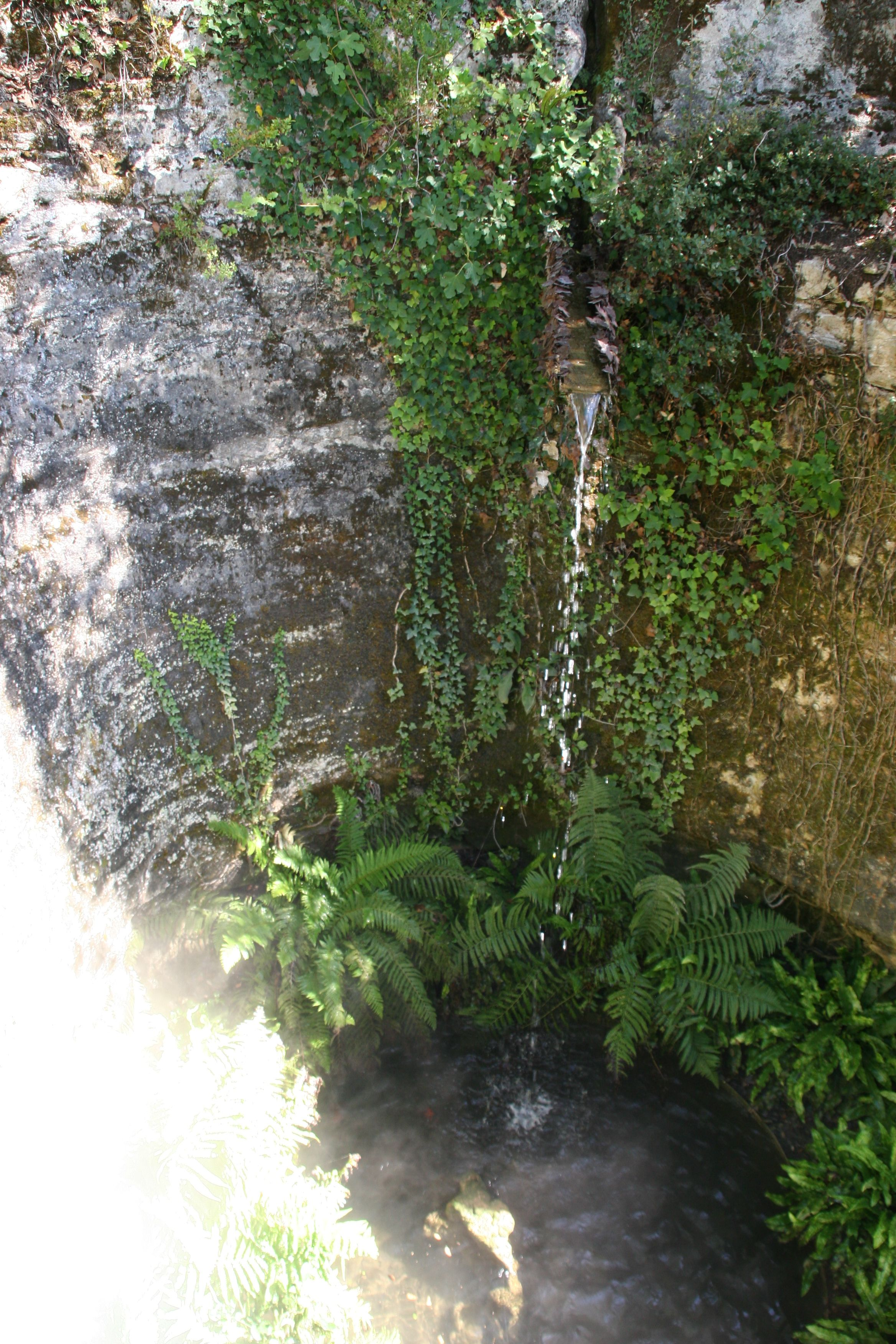
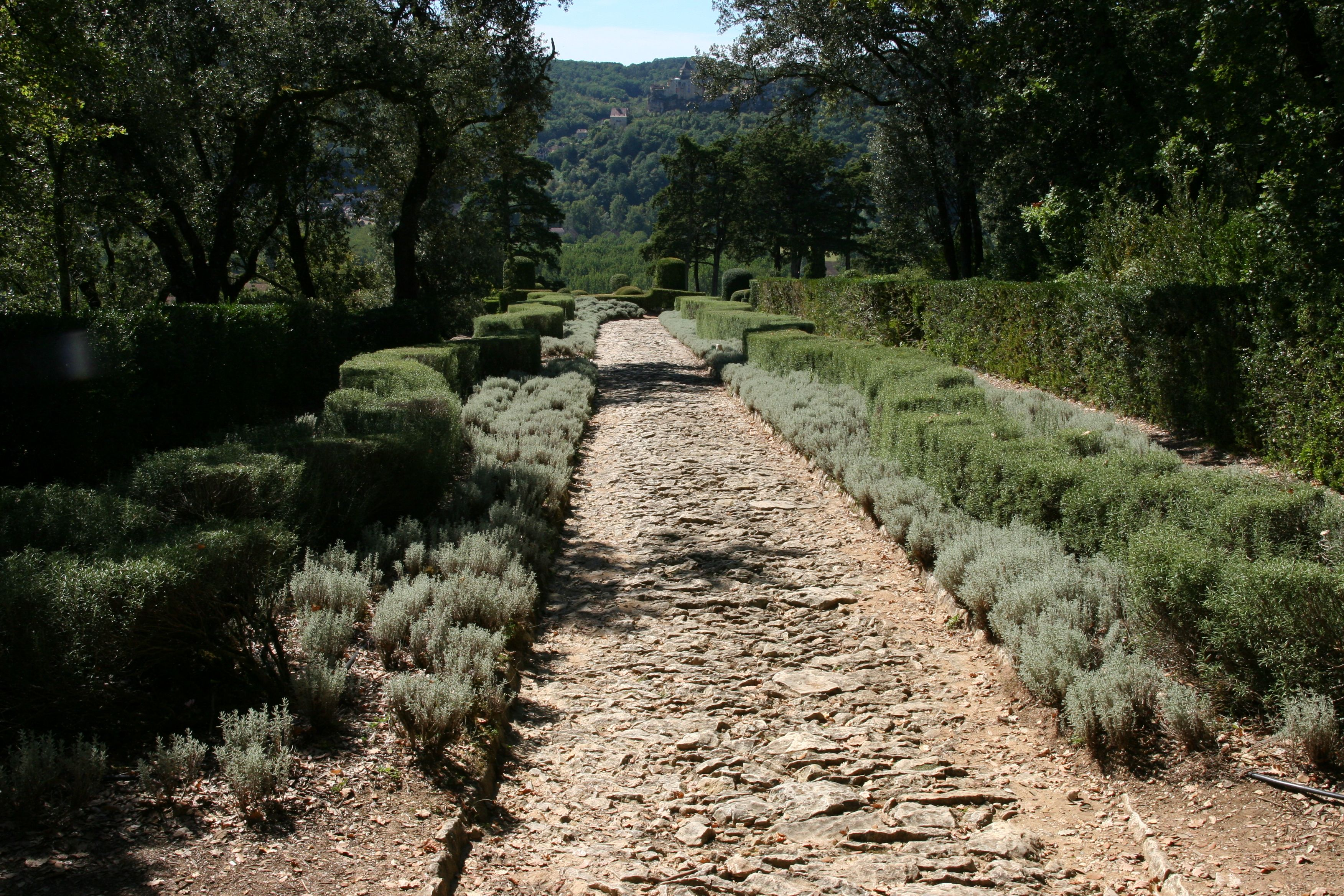
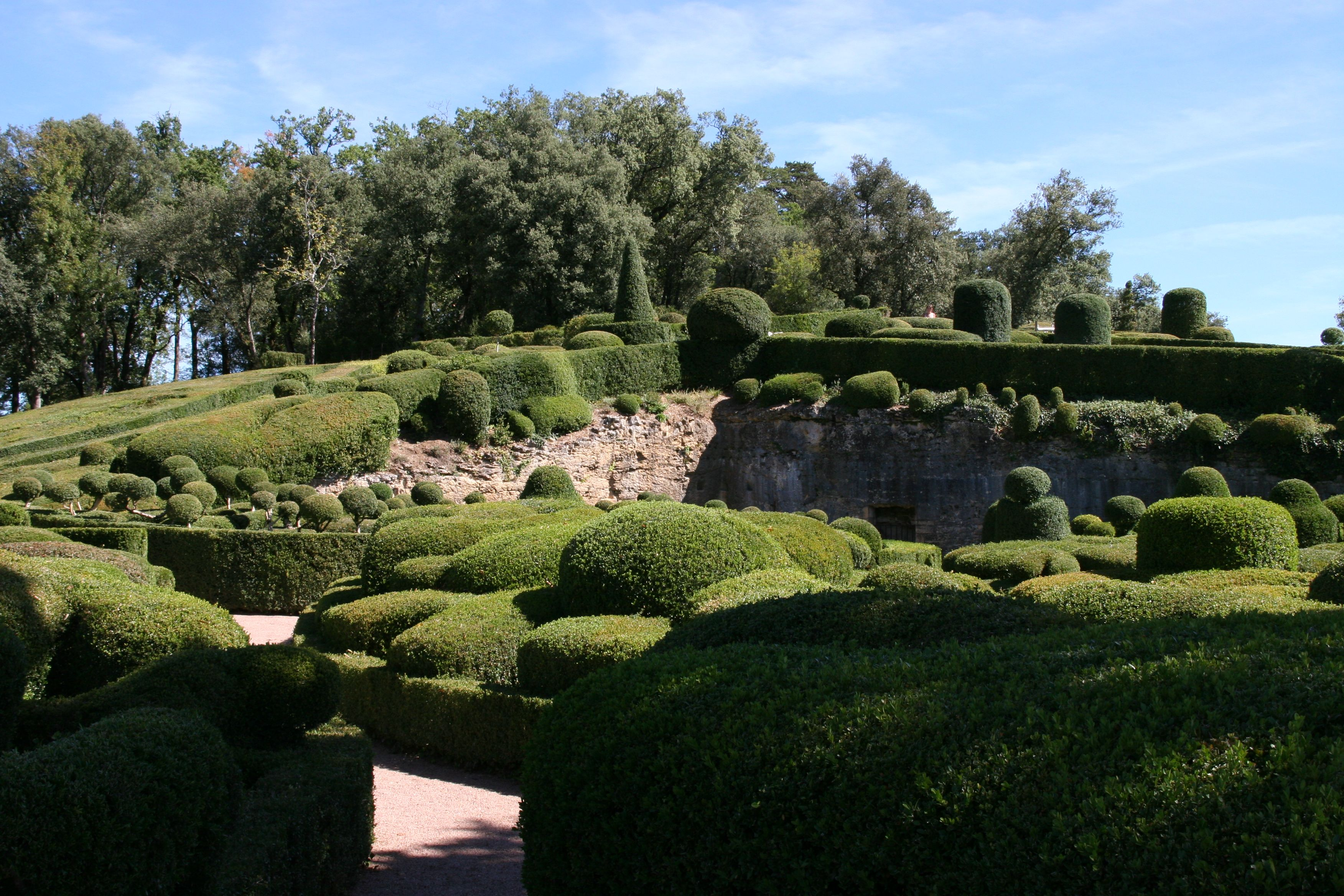
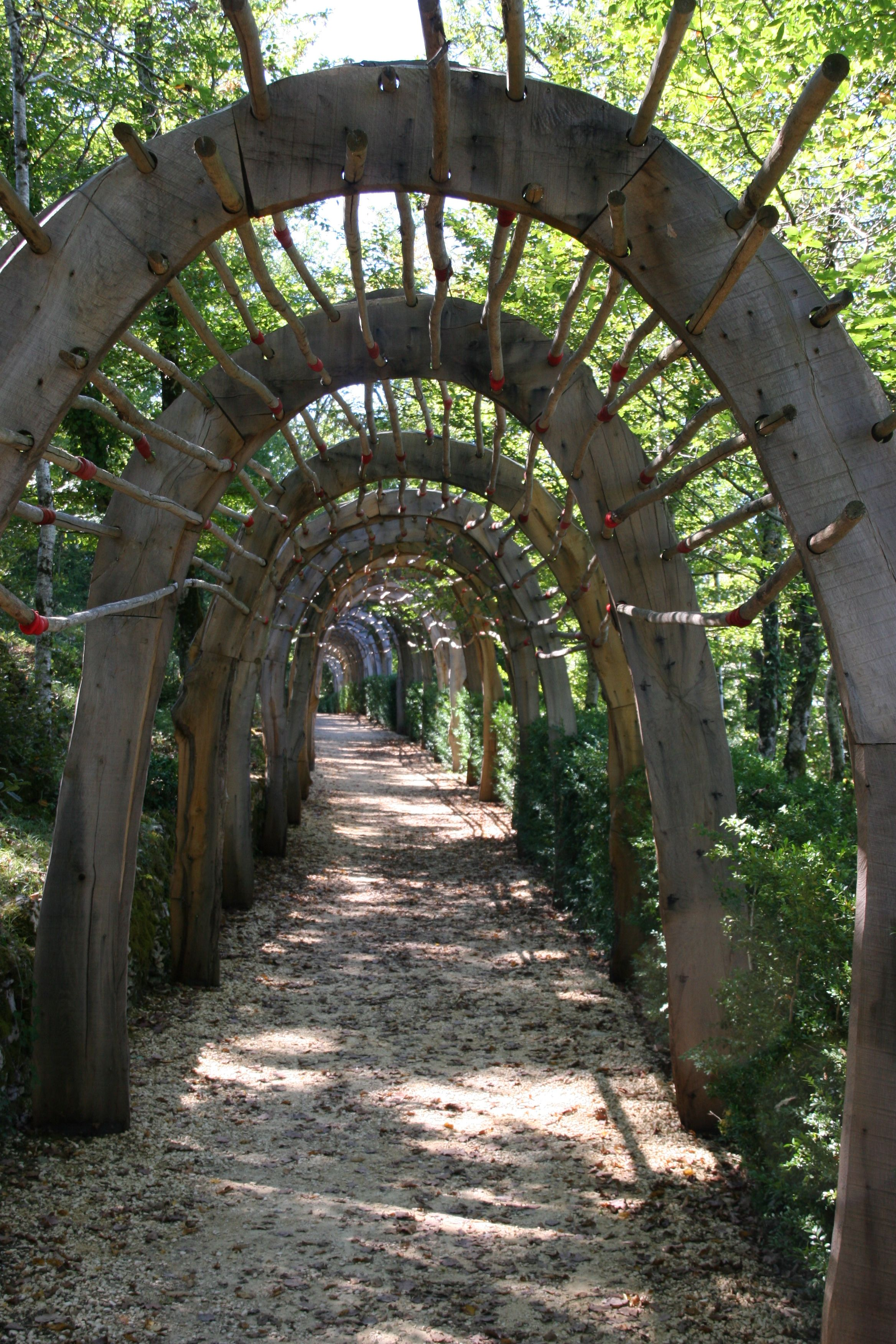
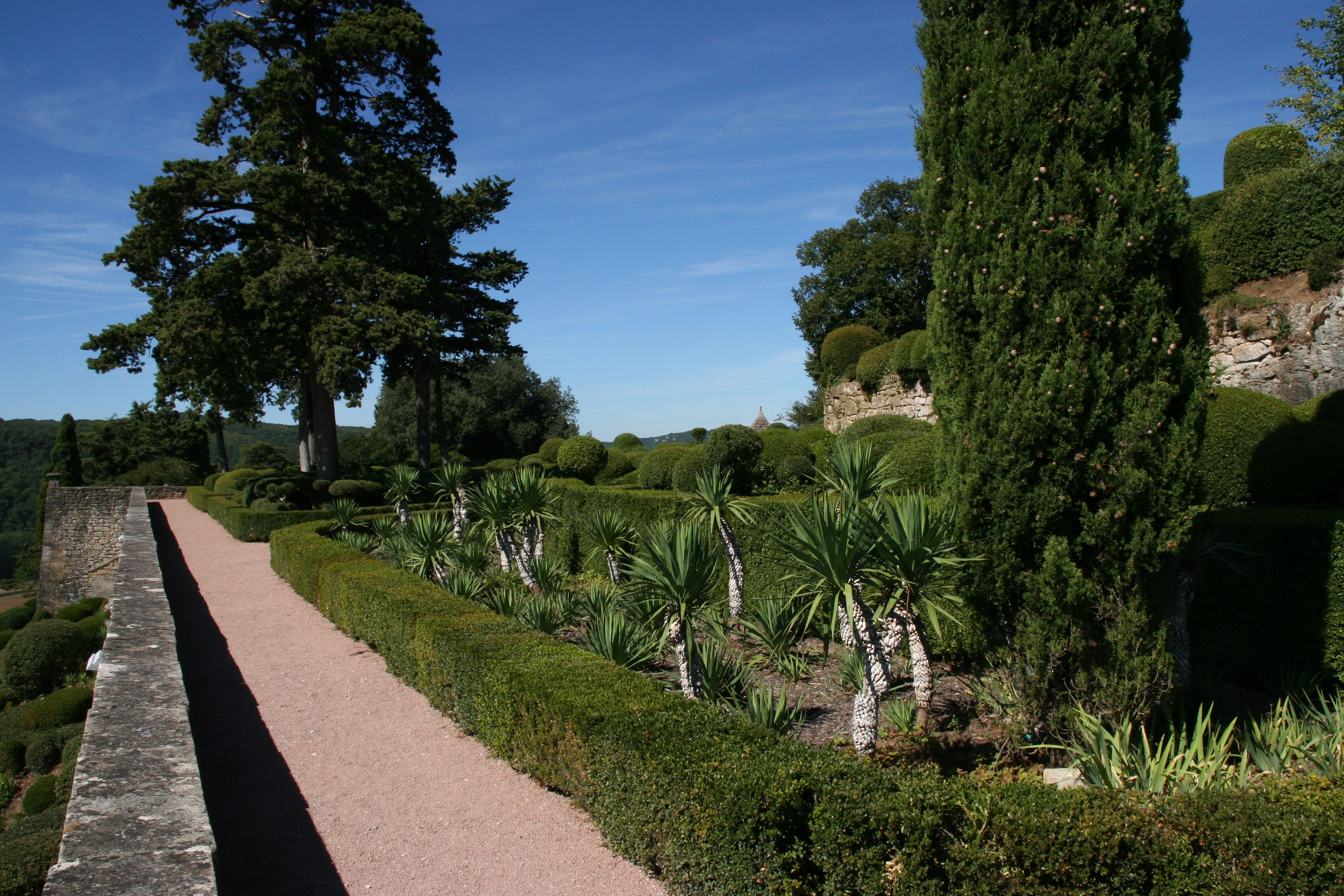